# Pholetesor circumscriptus
Pholetesor circumscriptus är en stekelart som först beskrevs av Christian Gottfried Daniel Nees von Esenbeck 1834.  Pholetesor circumscriptus ingår i släktet Pholetesor och familjen bracksteklar. Inga underarter finns listade i Catalogue of Life.